# Лагода, Наталья Васильевна
Наталья Васильевна Лагода (укр. Наталія Василівна Лагода, в первом браке — Фисак; 4 марта 1973, Черкассы — 29 мая 2015, Луганск, Украина) — российская и украинская певица, модель, лауреат фестиваля «Песня года» (1998).

## Биография
Наталья Лагода родилась 4 марта 1974 года в городе Черкассы. Окончила школу № 26 и училище по специальности швея-вязальщица. В 1992 году вышла замуж за Эдуарда Фисака, 15 мая 1993 года родила сына Дмитрия.
В конце 1994 года Наталья переехала в Москву и устроилась на работу танцовщицей в московский стриптиз-клуб «Dolls». В клубе она познакомилась со своим будущим гражданским мужем Александром Петровичем Кармановым, бизнесменом и владельцем московского ночного клуба «ГрЁзы». После ухода из клуба и благодаря поддержке Александра Карманова, Наталья Лагода начала свою сольную карьеру певицы.
В 1998 году вышел клип Лагоды на песню «Маленький Будда», который занял высокие места в хит-парадах. В этом же году, на студии звукозаписи «Extraphone» вышел первый и единственный альбом Натальи Лагоды «Маленький Будда». В ноябре 1998 года Лагода стала «девушкой с обложки» мужского журнала «Playboy». В 2001 году вышел клип на песню «Врут твои мне глаза», и Наталья Лагода начала работу над изданием второго альбома, который так и не был закончен и выпущен.
В 2001 году Карманов ушёл от Натальи Лагоды к солистке группы «Блестящие» Ольге Орловой. Певица впала в тяжелейшую депрессию и 21 сентября 2001 года выбросилась из окна собственной квартиры, расположенной на пятом этаже. На реабилитацию ушло три года: она перенесла 12 операций, в том числе трепанацию черепа и операцию на голосовых связках. Лагода научилась заново есть, говорить и ходить, но не смогла вернуться на сцену. После лечения она переехала на родину, в город Черкассы.
В 2004 году Наталья Лагода вышла замуж за Виталия Семененко, с которым жили по соседству и учились в одной школе. Последние годы она вместе с мужем и сыном жила в городе Луганске, страдала алкогольной зависимостью. Свою квартиру в Москве она продала за 320 тысяч долларов и на них они с мужем открыли станцию техобслуживания автомобилей.
После начала войны в Донбасе осенью 2014 года дом, в котором певица проживала вместе с мужем, был близко расположен к передовой и постоянно попадал под обстрелы. Данные обстоятельства вынудили пару перебраться в дом к тетке Виталия, однако весной 2015 года они поселились в гаражном боксе в своём автосервисе, который использовался в качестве бомбоубежища во время боев в городе. Наталья Лагода умерла 29 мая 2015 года в возрасте 41 года от острой формы запущенной пневмонии. Похоронена на южном кладбище Луганска.

## Дискография
- 1998 — Маленький Будда

## Синглы
- 1998 — Маленький Будда
- 1998 — Не обещай
- 1998 — Марсианская любовь
- 1998 — Твоя звезда
- 1998 — Я сама
- 1998 — Снег
- 1998 — Что же я наговорила
- 1998 — Катенька
- 1998 — Я хорошая
- 1998 — Наша любовь
- 1999 — Всё для тебя
- 2000 — Врут твои мне глаза
- 2000 — Ула-ла (Я от тебя сама ушла)
- 2000 — Разве не так

## Видеография
- 1998 — Маленький Будда
- 1998 — Марсианская любовь
- 2000 — Ула-ла (Я от тебя сама ушла)
- 2001 — Врут твои мне глаза

## Телевидение
- 1998 — «Утренняя звезда» (Первый)
- 1998 — «Песня года» (Первый)
- 1998 — «Горячая десятка» (РТР)
- 2004 — «Пять вечеров» (Первый)
- 2005 — «Принцип Домино» (НТВ)
- 2006 — «Возвращение» (Первый)
- 2006 — «Любовь с летальным исходом» (Первый)
- 2007 — «Сука любовь» (НТВ)
- 2011 — «Тайный шоу-бизнес» (НТВ)
- 2012 — «Говорит Украина» (Украина)
- 2013 — «Прямой эфир» (Россия 1)
- 2013 — «Говорим и показываем. Где вы, звёзды?» (НТВ)
- 2013 — «Какие люди! Звёздные самоубийцы» (РЕН ТВ)[11]
- 2015 — «Новые русские сенсации. Война, любовь и две соперницы» (НТВ)[12]